# Charles Terront

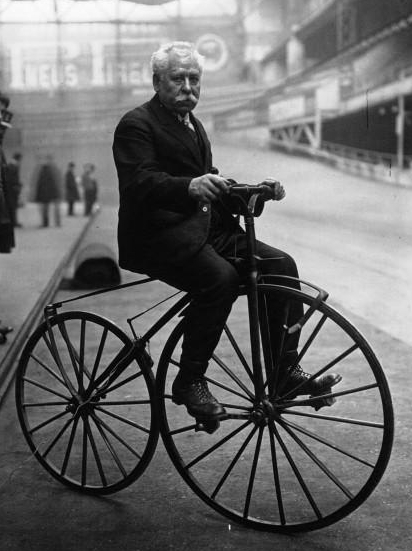
Terront im Jahre 1922

Charles Terront (* 25. April 1857 in Saint-Ouen; † 31. Oktober 1932 in Sainte-Marguerite-les-Marseille) war ein französischer Radrennfahrer.

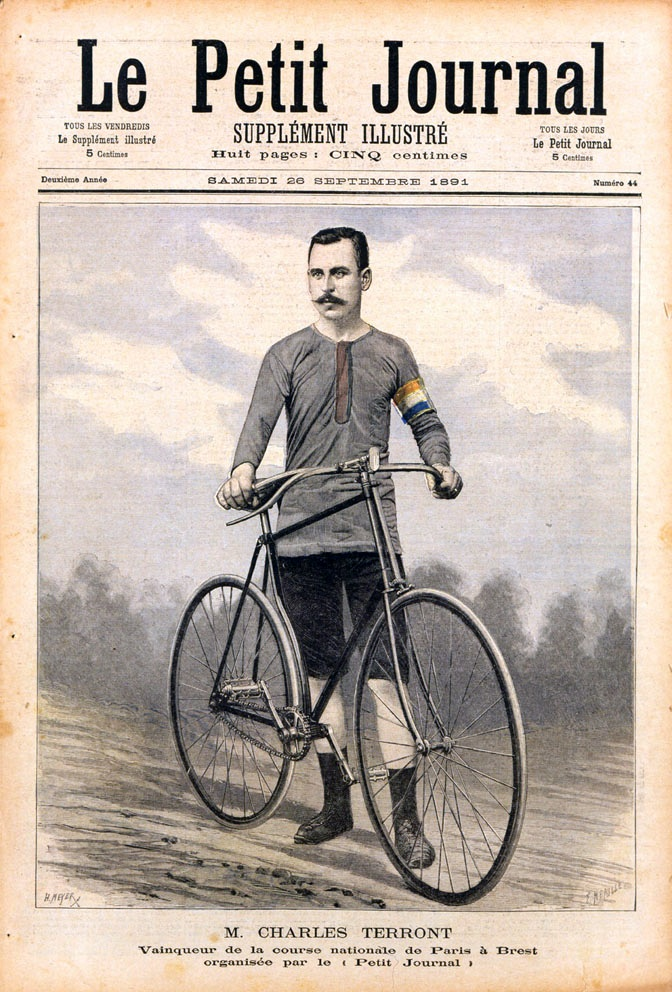
Charles Terront

Charles Terront war der erste „Star“ im französischen Radsport. 1876 begann er mit dem Radfahren, gemeinsam mit seinem Bruder Jules Terront. In der Folge errang er in 15 aktiven Jahren 54 Siege bei wichtigen Rennen. Er startete in verschiedenen Disziplinen auf Straße und Bahn, seine Spezialität waren Fernfahrten.
Im Jahre 1879 absolvierte Terront bei einem 24-Stunden-Rennen 546 Kilometer. 1891 gewann er die erste Austragung von Paris-Brest-Paris auf einem Humber-Rad, die mit einer neuartigen Erfindung ausgestattet war, mit Michelin-Luftreifen, die für damalige Verhältnisse schnell zu reparieren waren. Auf seinem Weg fand er eine ungewöhnliche hohe Anzahl von neuen Schmiedenägeln; er selbst hatte einen Spion vorausgeschickt, der ihm berichten sollte, wann der mit weitem Abstand führende Fahrer Joseph Jiel-Laval eine Ruhepause einlegte. Als sich Jiel-Laval in ein Café zum Schlafen zurückzog, hielt der Direktor des Unternehmens Clément & Cie, für das er fuhr, davor Wache. Nach vier Stunden begriff er, dass Terront das Café umfahren hatte und nun in Führung lag.
Terront benötigte 71 Stunden und 22 Minuten und wurde in Paris von Zehntausenden Zuschauern erwartet, die zum Teil die Nacht hindurch gewartet hatten. Er wurde mit einem Schlag zum berühmtesten Mann Frankreichs. Es wurden 18 Bankette für ihn veranstaltet, und er bekam eine kostenlose Loge in der Pariser Oper. Seine Memoiren wurden ein Bestseller, und als Serront wurde ihm in Paul d’Ivois Buch Les Cinq Sous de Lavarède ein literarisches Denkmal gesetzt. Fortan erhielt er bei Bahnrennen Antrittsgelder von 2500 Francs und mehr.
Am 27. September 1893 verließ Terront Sankt Petersburg mit dem Fahrrad in Richtung Paris, wo er nach 14 Tagen und sieben Stunden auf der Buffalo-Radrennbahn eintraf. Für diese Fahrt erhielt er 10.000 Francs von der Reifenfirma Clincher und weitere 2000 von der Firma Rudge. 1894 fuhr er mit dem Fahrrad von Rom nach Paris. 1893 wurde Terront von Jean-Marie Corre zu einem Rennen über 1000 Kilometer auf der Radrennbahn herausgefordert. Das Rennen fand am 25. Februar in Paris statt. Beide Fahrer deponierten 2500 Franc als Einsatz. Mehrere bekannte Radrennfahrer stellten sich den Kontrahenten als Schrittmacher zur Verfügung. Terront gewann überlegen und legte die Strecke in 41 Stunden, 48 Minuten und 52 Sekunden zurück.
1886 wurde Charles Terront französischer Meister im Sprint, zweimal, 1888 und 1889, nationaler Steher-Meister, und sechsmal gewann er in Großbritannien Sechstagerennen, die damals noch für einzelne Fahrer an sechs Tagen rund um die Uhr ausgetragen wurden. 1888 wurde er zudem britischer Meister über 100 Meilen. Viermal gewann er den Grand Prix d’Angers im Sprint.